# 塔克文和卢克丽霞 (提香,维也纳)
《塔克文和卢克丽霞》是提香的一幅布面油画，绘制于1515年，现藏于维也纳艺术史博物馆。提香在1514年至1515年画了一系列半身女性形象，其他的作品包括现藏于佛罗伦萨乌菲兹美术馆的《花神》、现藏于巴黎卢浮宫的《镜中的女人》、现藏于维也纳的《维奥兰特》和《黑衣年轻女子》、现藏于慕尼黑的《虚荣》和现藏于罗马多利亚潘菲利美术馆的《莎乐美》。有一幅早期复制品由英国皇家收藏。 